# Gato de nueve colas

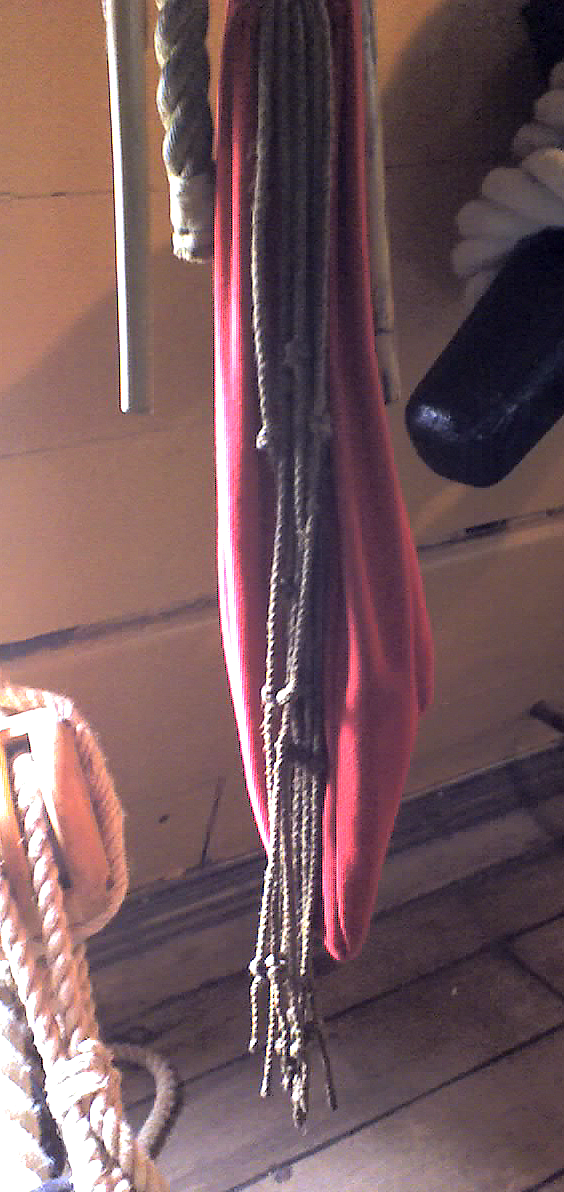
Gato de nueve colas del HMS Victory.

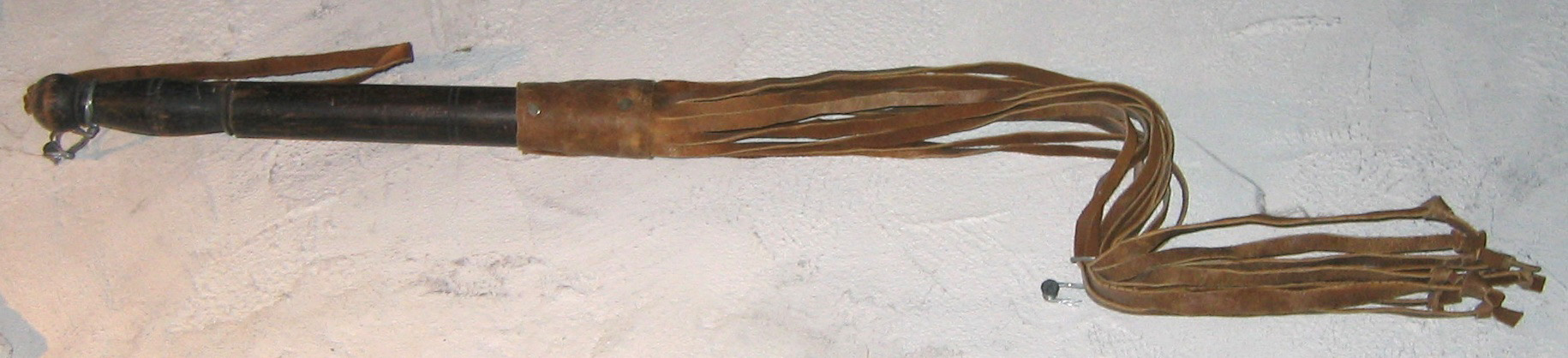
Gato de nueve colas en el museo de las torturas de Fribourg-en-Brisgau.

Un gato de nueve colas es un instrumento de tortura - un látigo - que consiste en un mango de madera de 30 a 40 cm de largo al que se adjuntan nueve cuerdas o correas de cuero con una longitud que varía de 40 a 60 cm en la que cada extremo móvil termina en un nudo a veces dotado de una garra metálica.
La definición de un "gato de nueve garras" generalmente se refiere más específicamente al látigo de cuerda de nudillos de nueve cuerdas, que se usó como castigo en los buques de la Royal Navy y el Ejército del Reino Unido.
Este tipo de castigo corporal fue oficialmente prohibido en Inglaterra y otros países de la Commonwealth solo en los años posteriores a la Segunda Guerra Mundial, incluso para prisioneros y colonias no británicas, mientras que el último castigo en suelo británico tuvo lugar en 1831; la pena de perforación sigue en uso de otras formas.
Las colas de gato se utilizaron como castigo disciplinario en el ejército británico. Suprimido en 1838 en el Ejército, fue restablecido unos años más tarde, pero fue abolido definitivamente alrededor de 1870.
Al parecer, el gato de nueve colas se utilizó con frecuencia en los campos de concentración durante la Segunda Guerra Mundial para castigar a los presos o torturarlos, como evidencia en su libro Rudolf Vrba, huido de Auschwitz.
Los piratas lo usaban para castigar. El marino que estaba a punto de ser azotado tenía que atarse los nudos. Un gato de nueve colas solo se usaba una vez porque las cuerdas ensangrentadas portaban infecciones.
Durante la antigüedad fue usado por los romanos. El instrumento se hizo a partir de hebillas de cuero en los extremos de los cuales se ataron garras de metal, huesos de ovejas o bolas de plomo, hundiéndose en la carne de los condenados, a tal punto que a menudo no sobrevivían.
El objeto también se utiliza como un instrumento de juego erótico o castigo en el BDSM. Véase, por ejemplo, la escena de culto donde Charlotte Gainsbourg participa en la creación de su propio gato de nueve colas en la película Nymphomaniac de Lars von Trier.
La primera mención del término aparece en 1691, a pesar de que el arma es mucho más antigua. El látigo probablemente tomó este nombre debido a sus "garras", que infligieron heridas paralelas. Hay términos equivalentes en muchos idiomas, generalmente estrictamente traducidos, y los términos análogos se refieren a la cantidad de colas de un instrumento similar, como zevenstaart ("siete colas") o negenstaart ("nueve colas"), en holandés, o el gato de nueve colas en español.